# Gartlhütte
Die Gartlhütte (König-Albert-Hütte, italienisch Rifugio Re Alberto I) ist eine Schutzhütte im Naturpark Schlern-Rosengarten in den Dolomiten.

## Lage und Umgebung
Die Gartlhütte befindet sich auf 2621 m Höhe im Gartl, einem Schuttkar in der Rosengartengruppe, dem sie ihren deutschen Namen verdankt und wo der Sage nach König Laurins Rosengarten erblüht sein soll. In unmittelbarer Nähe der Vajolet-Türme erbaut liegt sie auf dem Gebiet der Gemeinde Tiers in Südtirol, Italien.
Die Hütte ist ein Stützpunkt für Klettertouren in den umliegenden Bergen, insbesondere an den gleich nordöstlich aufragenden Vajolet-Türmen, aber auch an der etwas südlich gelegenen Rosengartenspitze. Am einfachsten erreichbar ist sie von der östlich gelegenen Vajolet-Hütte aus, die sich bereits im Trentino befindet und über das Fassatal leicht zugänglich ist. Schwieriger ist der Anstieg von der südlich gelegenen Kölner Hütte aus über den Santnerpass-Klettersteig und die Santnerpasshütte.

## Geschichte
Marino Pederiva errichtete 1929 eine erste, einfache Hütte an dieser Stelle. Diese wurde 1933 vom berühmten Fassaner Bergsteiger Tita Piaz erworben, erweitert und nach dem belgischen König Albert I., dem er als Bergführer gedient hatte, benannt. Später folgten mehrere Umbauten.